# American Tribal Style Belly Dance

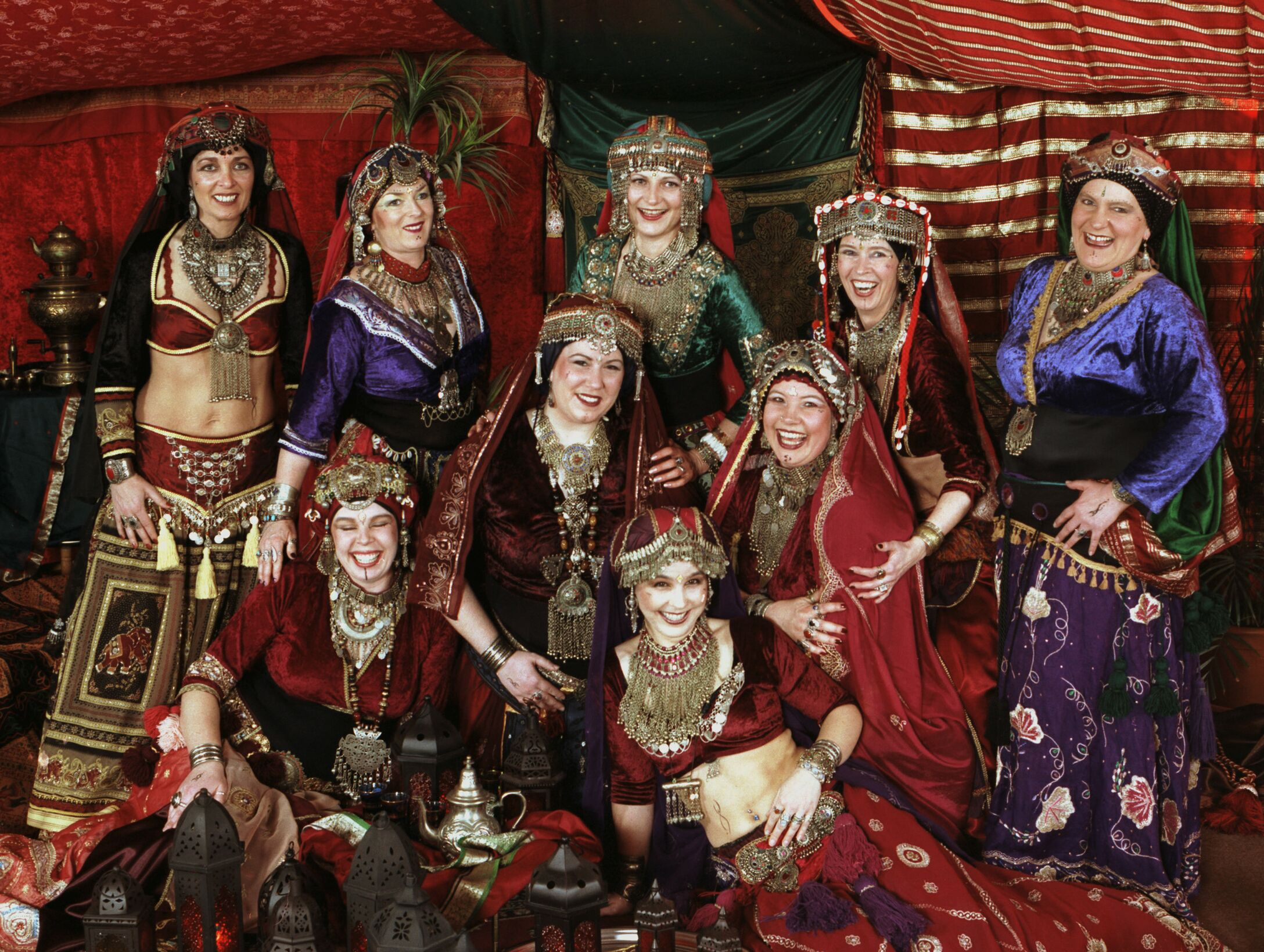
Eine der ersten deutschen Tribal Style Dance Gruppen: NEA's Tribal aus Dillenburg

American Tribal Style Belly Dance ist ein moderner Gruppentanz amerikanischen Ursprungs, der viele Elemente des Orientalischen Tanzes vereinnahmte und veränderte. Im Laufe der letzten Jahre hat sich American Tribal Style Belly Dance als eigenständige Tanzform international etabliert.
Die Wurzeln des Tanzes liegen in den ausgehenden 1960er- und beginnenden 1970er-Jahren, in der Umgebung von San Francisco in Kalifornien. Die eigentlichen Anfänge des American Tribal Style Belly Dance liegen jedoch in den späten 1980er-Jahren, in denen die Tänzerin Carolena Nericcio das wichtigste Element, das der Cues, in den Tanz einarbeitete. Die Bezeichnung American Tribal Style Belly Dance (oder ATS) ist ein etablierter Begriff, der eine eigenständige Tanzform mit feststehenden Regeln bezeichnet. Daher ist es wichtig, zwischen den einzelnen Unterarten des allgemein als Tribal Style Dance bezeichneten Tanzes und dem American Tribal Style Belly Dance zu unterscheiden.
Die Bezeichnungen Tribal Style Dance, Tribal Style oder nur das Wort Tribal werden in Deutschland fälschlicherweise für eine große Anzahl von Derivaten des American Tribal Style Belly Dance benutzt, stellen aber in der Regel völlig eigene und abgeänderte Tanzversionen dar, die von Gruppe zu Gruppe unterschiedlich sind.

## Herkunft und Entwicklung
Die amerikanische Tänzerin Jamila Salimpour wird als „Gründerin“ des Tribal Style Dance bezeichnet. Mit ihrer Gruppe Bal-Anat trat sie in den USA bereits in den 1970er-Jahren vor allem auf amerikanischen Renaissance Faires (so etwas wie Mittelaltermärkte) auf.
Jamila baute die Gruppe Bal-Anat und deren Tänze nach dem Vorbild von Zirkusvorführungen auf, wie sie z. B. von Artisten gezeigt werden. Artisten treten ebenfalls als Gruppe auf, bei den Vorführungen lösen sich aus der Gruppe immer wieder einzelne Personen oder Paare für Einzeldarbietungen heraus, die sich nach dem Solo wieder in die Gruppe integrieren, ohne dass die Gruppendynamik gestört wird. Die ersten Vorführungen dieser Art von Bal-Anat hatten eine Dauer von fünf Minuten und zeigten einen Querschnitt durch die Folklore Nordafrikas und des Mittleren Ostens. Einige Schülerinnen von Jamila repräsentierten bei diesen Aufführungen Musiker aus Ägypten und Marokko, Ouled Nail Tänzerinnen aus Algerien oder türkische Tänzerinnen.
Der neue Stil von Bal-Anat wurde in der Anfangsphase noch nicht als eigenständiger Tanz empfunden oder gelehrt, da jedes Mitglied der Gruppe einen anderen regionalen Folklorestil repräsentierte und sich demgemäß auch kostümierte. Erst mit der Zeit verwischten die Grenzen zwischen den bis dahin streng getrennten Kostümen und Folkloretänzen, da sich die Tänzerinnen gegenseitig beeinflussten. Dies war der Grund und der Moment, so Jamila Salimpour selbst, in dem der American Tribal Style entstand. Unter dem Einfluss und dem Vorbild von Bal-Anat bildeten sich bald weitere Gruppen quer durch die USA, die selbst nicht wussten, woher dieser neue Stammestanz stammte, die sich aber an den folkloristischen Tänzen, Bewegungen und Kostümen orientierten und, losgelöst von den verschiedenen Herkunftsländern und von Bal-Anat, ihre jeweils eigene Mischung kreierten. Auch wenn dem Publikum ein glaubhaft authentischer Eindruck der Tänze und Kostüme vermittelt wurde, wusste niemand, welcher Teil der Darbietung Folklore war und welcher Teil reine Fantasie. Obwohl Bal-Anat ihre Darbietungen auf den Renaissance Faires als Mischung verschiedener Folkloretänze beschrieb, wurde vermutlich so die Bezeichnung tribal dancing durch das Publikum geprägt, was Jamila bis heute vermutet.
Der Begriff des American Tribal Style Belly Dance (Kurzform: ATS) wurde allerdings von der amerikanischen Bauchtänzerin Morocco eingeführt. Laut Carolena Nericcio hat Morocco den Begriff ATS zum ersten Mal benutzt und damit diesen neuen Tanzstil benannt, um den aus der Gruppe Bal-Anat entstandenen, von Masha Archer und Carolena maßgeblich weiterentwickelten neuen Tanzstil von orientalischen Fantasietänzen, Folklore, klassisch-orientalischen Tänzen und anderen Tänzen des Mittleren Ostens deutlich zu unterscheiden.
Eine weitere Tänzerin, die den Tanzstil des American Tribal Style Belly Dance nachhaltig prägte, war Jamilas Schülerin Masha Archer. Sie tanzte kurz bei Bal-Anat mit und hatte zwei Jahre Unterricht bei Jamila. Dadurch konnte sie ihre eigenen Ideen des Tanzes für ihre eigene Truppe, die San Francisco Classical Dance Troupe, verwenden und weiterentwickeln.
Masha Archer griff die erste Idee ihrer Lehrerin auf, brachte aber ihre ganz eigenen Vorstellungen in die Ausgestaltung des Tanzes ein. Sie vereinheitlichte die Kostüme der Tänzerinnen zu einer erkennbaren Stammestracht und brachte ein neues Selbstbewusstsein und Zusammengehörigkeitsgefühl in diesen neuen Tanz ein. Ihrer Ansicht nach sind die Ursprungsländer des Bauchtanzes (Maghreb, Ägypten) durch ihre diskriminierende Haltung gegenüber Frauen und dem Bauchtanz nicht aufgeschlossen genug, den Bauchtanz als Kunstform zu bewahren und weiterzuentwickeln. Für Masha Archer haben die amerikanischen Tänzerinnen den Bauchtanz durch ihre Adaption und Weiterentwicklung geehrt und aufgewertet, nicht verfremdet. Das neu entstandene Tribal-Gruppengefühl geht ebenfalls auf Masha Archer zurück. Sie wollte nicht, dass die Tänzerinnen einander zu übertrumpfen versuchen, sondern sie sollten sich gegenseitig unterstützen und aufeinander achten lernen.
| What’s right is that we take what we find and do the best we can. We won’t do anything but bring it, our culture, their culture, and our own experience higher and show this higher experience to the audience and move their experience to a higher place. | Was richtig ist, dass wir das, was wir vorfinden, nehmen und daraus nach bestem Wissen und Gewissen etwas (neues) entwickeln. Wir wollen nichts anderes tun als unsere Kultur, die andere Kultur und unsere eigene Erfahrung erhöhen (oder vermischen) und diese höhere Erfahrung und Erkenntnis dem Publikum vorführen, um auch die Erfahrung des Publikums dadurch auf eine höhere Ebene zu bringen. (sinngemäße Übersetzung) |

Masha Archer war ihrerseits Lehrerin der amerikanischen Tänzerin Carolena Nericcio, der Gründerin einer der bekanntesten amerikanischen Tanzgruppen des ATS, FatChanceBellyDance (Kurzform: FCBD). FCBD (gegründet 1987) wird in der zeitgenössischen Rezension als die Gruppe bezeichnet, die den American Tribal Style Belly Dance in seiner heutigen Form und Ausprägung maßgeblich beeinflusste und entwickelte.
Carolena entwarf den Tanz in seiner bis heute maßgeblichen und typischen Form auf Basis der Gruppenimprovisation und den Cues. Bis heute orientieren sich am Vorbild von FCBD viele etablierte und neue Gruppen und Solistinnen weltweit. Carolena Nericcio zu ihrer Schöpfung des ATS:
| I am the originator of ATS. Jamila is the originator of the Renn Faire-ish look of a "tribe" of dancers working from a chorus. But her dancers did not improve as a group (the nature of ATS), they each presented dramatic dances from different "regions". | Ich bin die Begründerin des ATS. Jamila ist die Begründerin des "Mittelalter-Markt-mäßigen Aussehens" eines "Stammes" von Tänzerinnen die in einem Chorus arbeiten. Aber ihre Tänzerinnen improvisierten nicht als Gruppe (die Natur des ATS), jede einzelne repräsentierte (nur) einen Tanz aus einer anderen Region. (sinngemäße Übersetzung) |  |

Zwei weitere Schüler von Jamila Salimpour und ehemalige Mitglieder der Gruppe Bal-Anat waren der amerikanische Tänzer John Compton und die amerikanische Tänzerin Rita Alderucci. Sie gründeten 1991 die Gruppe Hahbi'Ruh, die eine stärkere Betonung auf die Folkloretänze orientalischer Volksgruppen (z. B. aus dem Jemen, dem Libanon und Kurdistan) legte; während Carolena Nericcio (FCBD) sich mehr an den Kulturen entlang der alten Seidenstrasse (von Rajasthan über Afghanistan bis Jordanien, Ägypten, dem Magreb bis Andalusien) orientierte. Beide Gruppen (FCBD und Hahbi Ru) verwendeten für ihre Auftritte lange Zeit die Originalmusik aus den jeweiligen Ländern.
Hahbi'Ru bezeichnet sich bis heute als Old World Folkloric Style, nicht als ATS Gruppe. Die Gruppe wird aber trotzdem oftmals dem Tribal Style Dance zugerechnet, weil sie stilistisch von Bal-Anat abstammt und sie auch immer wieder auf dem Tribal Fest (USA) auftreten. Hahbi'Ru legt eine sehr starke Betonung auf authentische orientalische Folkloretänze und ebenso authentische Kostüme, benutzt aber weder Improvisationen innerhalb der Gruppe noch die typischen Cues. John Compton beschreibt den Hahbi'Ru Stil folgendermaßen:
| Hahbi'Ru captures the tribal spirit of a bye-gone era while entertaining audiences with polished performance pieces that combine humor with precision ensemble dancing, and dazzling costumes. | Hahbi'Ru fängt für das Publikum das (Stammes)Gefühl einer längst vergangenen Ära ein, mit ausgefeilten Auftritten einer Kombination aus Humor, fein abgestimmten Gruppentänzen und einer unglaublichen Vielfalt an Kostümen. |

Weitere wichtige Vertreter des American Tribal Style Belly Dance sind: Paulette Rees-Denis (Gypsy Caravan) und Kajira Djoumahna (BlackSheep Bellydance).

## Tanztheorie

ATS in einem Vier-Personen-Stagger, der manchmal auch Diamond Shape genannt wird (z. B. von Kajira Djoumana). Hier am Beispiel des Tribes Numidaë aus Trier.

American Tribal Style Belly Dance bezeichnet einen Tanzstil der ohne die folgenden fünf Elemente kein ATS ist. Alle Elemente gemeinsam sind im ATS vorgeschrieben und müssen unverändert zum Einsatz kommen.
Die fünf „Säulen“ des ATS:
1. Tanz in der Gruppe (Tribe = Stamm)
2. improvisierter Gruppentanz
3. herausgelöste Soli, Duette, Trios
4. ein spezifisches Bewegungsvokabular, das vom klassisch-orientalischen Tanz abweicht
5. Zimbelspiel der Tänzerinnen

Wichtig ist das von FCBD stammende Bewegungsvokabular komplett zu beherrschen, bevor ein Tribe eigene Veränderungen an den Bewegungen vornimmt. Der Sinn und das Ziel des ATS ist die nonverbale Zusammenarbeit verschiedenster Tänzerinnen und Tribes unter Benutzung der festgelegten Cues. Individuelle Änderungen der festgelegten ATS-Bewegungen, -Combos oder -Cues innerhalb eines Tribes sind durchaus legitim. Diese individualisierten Bewegungen verändern aber das festgelegte ATS-Repertoire so stark, dass der Sinn des ATS verloren geht und jede Veränderung auch gleichzeitig eine völlig Verfremdung darstellt. Ein improvisiertes und gemeinsames Tanzen unterschiedlichster Stämme ist mit solchen Verfremdungen nicht mehr möglich. Diese individualisierten Tänze stellen keinen ATS mehr dar, sondern werden i. d. R. als  ITS (Improvisational Tribal Style) bezeichnet. Akzeptierte ATS-Weiterentwicklungen sind vor allem Tribal Fusion, SGI (BlackSheep BellyDance Format for Synchronized Group Improvisational Tribal Style BellyDance) und Tribal Style Dance als Sammelbegriff für diverse gruppenindividuelle Derivate.
Das Zimbelspiel der Tänzerinnen ist ein typischer und fester Bestandteil einer jeden ATS-Tanzvorführung. Gezimbelt werden üblicherweise nur schnelle Musikpassagen, bei langsamer Musik werden Zimbeln nur in Ausnahmefällen eingesetzt. Am häufigsten verwendet wird der Galopp oder Dreierschlag (auch Triole genannt). Davon abweichende Zimbelmuster sind entweder an bestimmte Tanzbewegungen gekoppelt (z. B. das „Military Zill Pattern“, „3-3-7“ an die Bewegung „Up2Down3“), oder die Zimbeln werden nur vom Chorus gespielt.
Im ATS ist der Fokus immer auf die Gruppe (den Tribe, dt. Stamm) gerichtet, aus der Solotänze, Duette oder Triodarbietungen hervorgehen können. Das Solo wird im ATS als zusätzliches Element innerhalb der Gruppe getanzt.
Die Tanzbewegungen und -abläufe des ATS wurden durch verschiedene Elemente aus der Folklore Nordafrikas, Ägyptens und des Magreb mit Tanzbewegungen aus dem Flamenco und indischen Tänzen verschmolzen. Nur im Tribal-Fusion-Stil werden verstärkt Tanzeinflüsse des Modern Dance, Jazz Dance, des Polynesischen Tanzes und anderer Tänze aufgenommen. Inzwischen sind die Bewegungen und Abläufe des ATS soweit festgelegt, dass sie durch Carolena Nericcio an die von ihr ausgebildeten Certified FCBD ATS Teacher Level 1 weitergegeben werden.
Um Änderungen der Bewegungsabläufe in der Gruppe anzukündigen, werden bestimmte Kommandos (Cues) und auch Combo-Absprachen (Combos = festgelegte Bewegungsabläufe) festgelegt. Soli, Duette usw. können im Vorfeld abgesprochen werden, um den glatten Ablauf eines Auftritts zu sichern, und insbesondere FCBD praktizieren dies auch oft, es ist jedoch keine zwingende Notwendigkeit. Die Kleingruppen können sich genauso gut auch spontan aus dem Chorus lösen. Akustische Signale oder anderen Extra-Cues werden für diese Alleingänge nicht benutzt. FCBD verwenden akustische Signale gar nicht, bei der amerikanischen Tribalgruppe BSBD (Black Sheep Belly Dance) werden verbale Cues nur in Verbindung mit bestimmten Tanzbewegungen gebraucht.
Zu den Cues gehören Handbewegungen, Veränderungen in der Tanzhaltung, Seitenblicke und Kopfdrehungen. Manche Gruppen verwenden zusätzlich auch akustische Signale, obwohl diese bei FCBD nicht benutzt werden. In den meisten Tanzdarbietungen des ATS stellt sich ein Teil der Gruppe als ruhender Hintergrund im Chorus (Halbkreis) auf. Ausgehend vom Hintergrund der Gruppe werden dann die Einzeldarbietungen im Vordergrund gezeigt. Viele Gruppen, gerade kleinere oder vom Tribal-Fusion-Stil geprägte Formationen, verzichten oft ganz auf den Chorus und treten fast ausschließlich in Staggerformation auf (zwei hintereinanderstehende versetzte Reihen von Tänzerinnen).
Ziel eines jeden „Stammes“ ist die Improvisation anhand von Absprachen und Zeichen. Eine improvisierte Darbietung ist das Ziel der intensiven Zusammenarbeit innerhalb einer Gruppe. Doch wird im ATS auch die Bühnen- und Musikdramatik berücksichtigt. Daher wird von vielen Gruppen mit Choreografie-Elementen gearbeitet. So ergibt sich aus der Arbeit mit Cues – diese beinhalten Kombinationen bestimmter Bewegungen und Bewegungsabläufe – immer auch ein kleiner Teil einer Choreografie.
Im Überblick kann man sagen, dass FCBD (FatChanceBellyDance) keine verbalen Cues verwendet. Verbale Cues werden nur von den Gruppen GC (Gypsy Caravan) und BSBD (Black Sheep Belly Dance) benutzt. GC und BSBD zeigen in ihren Tänzen fast ausschließlich Improvisation und wenig Absprache. Im Tribal-Fusion-Stil wird so gut wie nie mit einem Chorus gearbeitet, dafür mit anderen Formationsmöglichkeiten. Tribal-Fusion-Stil wird bevorzugt als Solo gezeigt, seltener mit einer großen Gruppe.
Eine weitere Theorie des Tanzgefühls im ATS lautet: Der Tribe (die Tanzgruppe) rekonstruiert, was hätte sein können. Die Grundlage ist ein orientalischer Tanzstil, der sich den Anstrich des Ethnischen gibt, ohne notwendigerweise zu versuchen, „authentisch“ zu sein. Das Wandergebiet nomadischer Stämme umfasst(e) häufig einen großen Bereich, so nahm jeder Stamm „geborgte“ Elemente von Kleidung oder Tanzstilen anderer Kulturen auf, mit denen er in Berührung kam. In dieser Tradition der ständigen Entwicklung leben die verschiedensten Tribes und schaffen nach ihrem „Gusto“, ihren eigenen Tanz des ATS, wie auch ihre eigene persönliche Kostümierung und Symbolik.
Für die Zuschauer liegt der Reiz von ATS vor allem in der sehr authentisch wirkenden fantasievollen Kostümierung, der starken Präsenz und Harmonie der Gruppe und in den synchronen Bewegungen. Die Tänzerinnen zeigen ein Bild stolzer Frauen, die mit ihren Stammesschwestern auftreten und so eine Gemeinschaft bilden. Jede Gruppe, jeder Tribe, bildet für sich eine Gemeinschaft mit eigener Symbolik und Gestaltung der Kostüme. Die Ausprägungen des Tribal Style sind daher ebenso unterschiedlich wie die einzelnen Gruppen und können nicht verallgemeinernd beschrieben werden.

## Weitere Stile mit Basis ATS
Inzwischen kam es zu weiteren Derivaten des ATS. Diese nennen sich u. a.: Tribal Fusion, Neo Tribal, Urban Tribal, Gothic Tribal Dance, African Tribal Style, Asian Tribal, Nordic Tribal oder Indian Tribal Dance.

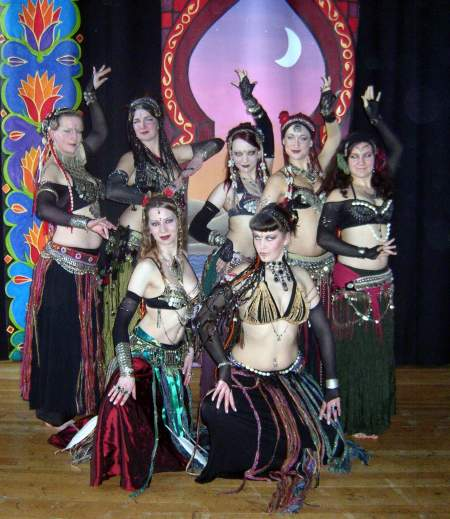
Die deutsche Tribal Fusion Gruppe Perlatentia aus Hannover

### Tribal Fusion Stil
Der Tribal Fusion-Stil ist in gewisser Art eine Weiterentwicklung des Tribal-Gedankens in Richtung Individualität und Glamour. Stehen beim klassischen Tribal Gruppe und Kommunikation im Vordergrund, wird Tribal Fusion von Kleinstgruppen bzw. Paaren oder Solistinnen vertreten.
Aufgrund der stärkeren Bühnenpräsenz des Individuums wurde eine ausgefeiltere Tanztechnik notwendig, die typischerweise in meist binnenkörperlichen Tanzbewegungen Ausdruck findet. Rasante Tempi- und Dynamikwechsel, tiefe Back- und Sidebends mit und ohne Bodywave, Breaks (kurze Stops innerhalb einer Bewegung) und Locks (abruptes Ende einer Bewegungsrichtung durch gewissermaßen beschleunigtes Beenden der Bewegung) werden aus dem Modern / Jazz / Breakdance und dem Hip-Hop entliehen und machen den typischen Charakter dieser Tanzvariante aus. Die körperliche Herausforderung für jede Tänzerin ist dabei eine extreme Körperspannung, die sich bis in die Finger- und Fußspitzen fortsetzt und die überhaupt die Voraussetzung ist, die Bewegung aus Hip-Hop, Modern etc. auszuführen.
Eine Schülerin von Carolena Nericcio, Jill Parker, die lange Zeit mit FatChanceBellyDance arbeitete, ging in der Entwicklung des Tanzes einen Schritt weiter und mischte den ATS mit wieder neuen Elementen, was zunächst als unorthodox und verrückt empfunden wurde. So wurde die Musikauswahl, zu der getanzt wurde (Rock, Blues, Soul, New-Age Musik), Kostümierung, Tanztechnik (Modern Dance, Jazz Dance, Flamenco) und das Bewegungsrepertoire (Yoga) wieder erweitert um eine modernere und zeitgenössische Variation. Der Tribal Fusion wird auch als der Tanz der jüngeren Generation genannt, der schon mit Ethnokram und bauchtanzenden Müttern aufwuchs und es selbstverständlich fand, Musikstile zu mischen, genauso wie die Kostüme (...) und die Bewegungen.
Der Tribal Fusion Stil folgt dem Trend einer Welt ohne Grenzen und der Verschmelzung aller Stile, die als passend empfunden werden. Aufgrund unterschiedlicher künstlerischer Auffassungen trennte sich Jill Parker von FatChanceBellyDance und gründete ihre eigene Gruppe Ultra Gypsy. Die amerikanische Solistin Rachel Brice, eine Schülerin von Jill Parker, machte durch ihre erstaunliche Körperbeherrschung und exzellente Tanztechnik den Tribal Fusion Stil sehr bekannt; vor allem in Deutschland wird Rachel Brice, neben Sharon Kihara, als wichtigste Repräsentantinnen des Tribal Fusion Stils genannt.
Ebenfalls zum Tribal Fusion Stil gehört die amerikanische Tanzgruppe Urban Tribal aus San Diego unter Leitung der Tänzerin Heather Stants. Sie brachte diesen Stil hervor, der auch nach der Gruppe benannt wurde. Im Urban Tribal Stil werden traditionelle Tanzelemente aus verschiedenen Kulturen mit den persönlichen Erfahrungen der Tänzerin des modernen städtischen (städtisch = engl. urban) Lebens vermischt. Man könnte diesen Tanzstil salopp auch Großstadt Multikulti Tribal nennen.
Das Kostüm des Urban Tribal ist im Gegensatz zum ATS eher schlicht, um den Körper und die Tanzbewegungen der Tänzerin hervorzuheben. Auf üppigen Schmuck und sonstige dekorative Mittel wird bewusst verzichtet, um das Auge des Betrachters nicht von der Tanzbewegung abzulenken. Für diesen Tanz wird vor allem elektronische Musik ohne Gesang und kaum folkloristische Musik verwendet. Der Urban Tribal wird als individuelles und sehr persönliche Ausdrucksmittel aufgefasst, dass je nach Tänzerin individuell ist und interpretiert wird, dem Charakter und der Ausdruckskraft der einzelnen Tänzerin weder Regeln auferlegt noch sie beeinflusst, sondern ihre Einzigartigkeit hervorheben soll.
Wichtigste Vertreterinnen des Tribal Fusion Stils sind: Jill Parker (Ultra Gypsy), Rachel Brice und Sharon Kihara (The Indigo und Bellydance Superstars) und Amy Sigil (Unmata), Heather Stants (Urban Tribal) und Darshan.
Eine weitere Form des Tribal Fusion Stils ist Neo Tribal oder Neo Tribal Belly Dance. Dieser Stil wurde von der amerikanischen Tänzerin Jane Archer 1996 entwickelt, als Rückorientierung (griechisch neo = ‚neu‘, hier als „neue Rückorientierung“ verstanden) des tradierten American Tribal Style auf seine ursprünglichen orientalischen und folkloristischen Wurzeln. Die Basis des Neo Tribal ist der American Tribal Style, der Frauen, Gemeinschaft und die Erde ehrt. Die Bewegungen, Kostüme und Musik sind verschiedenen Kulturen entlehnt, aber mit einer Betonung der Bewegungen aus Zigeunertänzen und den Bewegungen und der Beinarbeit des Flamenco.
Der Neo Tribal verwendet im Gegensatz zum American Tribal Style, der ausschließlich auf Improvisation beruht, Mini-Choreografien. Diese sog. Combos können kurze und lange Bewegungsabläufe oder sonstige Bewegungskombinationen sein. Eine Neo Tribal Combo sollte mindestens zwei Mal wiederholt werden. Eine Standard-Combo muss vier Mal wiederholt werden (laut der sog. Archer-Rule). Im Neo Tribal wird ebenso wie im ATS im Chorus getanzt und auf einen Cue der Führenden ein Combo oder eine Änderung im Bewegungsmuster signalisiert, welches der Chorus umsetzten muss. Der Chorus tanzt im Unterschied zum ATS immer mit dem Gesicht zum Publikum, nicht zur Führenden. Im Neo Tribal sind Soli möglich, die auf die combotypischen Wiederholungen verzichten können (Archer Rule).

## Kostüme und Accessoires

Beispiel eines typischen Gürtels für Tribal Style Dance

Das Grundkostüm des ATS geht in seinem Aussehen bis heute großenteils auf Masha Archer zurück. Masha Archer störte sich an der „Fleischbeschau“ im Bauchtanz und beschloss die Kostüme zu „entsexualisieren“, damit die Tänzerinnen nicht mehr als „Sexobjekte“ wahrgenommen würden, sondern als Künstlerinnen. Darum sollte bei den Tänzerinnen ihrer Gruppe nicht mehr nackte Haut gezeigt werden, als unbedingt nötig. Die Beine wurden mit Pluderhosen bedeckt, weil ihr Anblick für den Tanz nicht so wichtig war. Die Aufmerksamkeit des Zuschauers sollte auf den Bauch und die Hüften gelenkt werden. Der Bauch blieb deshalb auch frei und die Hüften wurden besonders betont durch einen Lagen- oder Stufenrock. Ursprünglich sollten die Tänzerinnen von FCBD gerade geschnittene, oben eingekräuselte Röcke aus 10 Yard-Stoff verwendet haben. Weil dies aber an der Hüfte zu sehr auftrug, wurden sie bald von den typischen Stufenröcken abgelöst. Der Choli bedeckte die ganzen Arme. Der Original-FCBD-Choli mit dem tiefen V-Ausschnitt ist eine eigene Kreation Masha Archers. Ebenso sollten die im Bauchtanz typischerweise immer offen getragenen Haare im ATS bedeckt sein. Auch dies war eine Idee von Masha Archer. Bei Masha Archer trugen die Tänzerinnen in erster Linie Schals oder Tücher um die Hüften, auffälligerer Hüftschmuck kam erst durch FCBD zum Kostüm hinzu, ebenso der extrem weit schwingende Rock der heute typisch ist für alle ATS-Tänzerinnen.
Das Kostüm ist inspiriert durch traditionelle Kleidung und Schmuck aus Nordafrika und Asien. Sehr häufig sieht man auch typischen „Zigeunerschmuck“ oder auch indianische Kleidungsstücke. Meist wird als Grundkostüm eine Pumphose, ein weiter Rock, ein Choli (Kurzbluse) und ein Gürtel mit Troddeln, Verzierungen und Silberschmuck getragen. Bei den Kostümfarben herrscht noch immer Schwarz vor, da es – in Anlehnung an die marokkanischen Berber und indischen Zigeuner – die Farbe der ersten FCBD-Tänzerinnen war und weil schwarz einen dramatischen Bühneneffekt hat. Inzwischen sind die Kostüme der meisten Tribal Style-Tänzerinnen bunter geworden und es werden auch grelle Farben und Farbkombinationen sowie Kleidung aus Kunstfaserstoffen verwendet – u. a. sind in den letzten drei Jahren in den USA und Europa die sogenannten White Tribal Costumes in Mode gekommen, Kostüme in einem gedeckten Weiß.
Der Schmuck der Tänzerinnen sollte möglichst üppig bis überreich sein, d. h., wirkt er auf Zuschauer eher überladen, ist es die richtige Anzahl an Ketten, Ringen, Armreifen, Ohrringen, Haarschmuck und Arm- und Fußkettchen. In der Regel wird vor allem Silberschmuck getragen, weiters werden Naturmaterialien wie Muscheln, polierte Steine, Wollfäden oder Filz verwendet. Der Silberschmuck im Tribal Style Dance ist deswegen so verbreitet, weil er der traditionelle Schmuck der meisten Völker des orientalischen Kulturkreises ist und von den ersten Tribal-Tänzerinnen aus den USA getragen wurde. Viele Tänzerinnen tragen einen mit Münzen bestickten BH, wie er auch von den ersten Tänzerinnen der Gruppe FCBD getragen wurde. Auf dem Kopf der Tänzerinnen werden reich bis üppig bestickte und dekorierte Turbane getragen. Inzwischen sind auch Helme, folkloristische Kopfbedeckungen aus Iran, Rastazöpfe mit üppigen Haarteilen und Haarbändern, Seidenblumen und in die Haare eingearbeiteter Schmuck in Mode gekommen.
Ein zwingend vorgeschriebenes Tanzaccessoire des ATS sind Zimbeln. Auch wenn deutsche ATS-Tänzerinnen Zimbeln eher selten benutzten, sind bei allen amerikanischen ATS-Gruppen Zimbeln ein absolutes Muss.
Weiter Tanzaccessoires sind Säbel, Schleierfächer, Körbe, Speere, Schleier, Tücher, Messer, Pois oder indische Tanz- und Kampfstöcke.
Das Kostüm einer Tribal-Fusion-Stil-Tänzerin unterscheidet sich von dem einer ATS-Tänzerin durch ihren viel moderneren, körperbetonten und stark individuellen Charakter. Manche Tribal Fusion Stil-Kostüme sind wiederum sehr puristisch (z. B. Heather Stants), damit die muskuläre Arbeit besser zu sehen ist und ein ungeschmücktes Kostüm eine größere Bewegungsfreiheit bietet. Typisch im Tribal Fusion Stil ist das Weglassen des typischen ATS-Cholis.
Abweichend vom klassischen Kostüm einer Tribaltänzerin werden Leggings oder Jazzpants (z. B. die sogenannten Melodiapants) getragen und wenig bis gar kein Rock. Der klassische mit Münzen bestickte BH wird mit einem Fransengürtel aus Viskose oder gefilzter Wolle oder einem Kettengürtel kombiniert. Selten wird ein Turban getragen, stattdessen werden aufwändige Frisuren unter Verwendung eigener und künstlicher Haarsträhnen, Wolle, Ketten, Muscheln und Perlen entworfen.
Je nach Vorliebe wird die Hose mit Strapsen verziert oder verschwindet ganz. Kombinationen von Fischnetzstrumpfhosen mit Springerstiefeln sind ebenfalls keine Seltenheit.

## Schminke und Tätowierungen

Ein Beispiel der typischen Körpertätowierungen anhand der Tribal-Fusion-Tänzerin Arzo Renz

Schminke stellt neben dem Kostüm und Schmuck einen sehr wichtigen Teil der Tribalkostümierung dar. In den USA lehnen einige Tribaltänzerinnen die Verwendung von Schminke ab, da dies den patriarchalischen Mechanismus unterstütze und es feministischen Anschauungen widerspreche. Trotz dieser Einwände hat sich im ATS und Tribal Fusion Stil ein starkes Schminken durchgesetzt.
Tätowierungen, bzw. Körperbemalungen sind im ATS wie auch im Tribal Fusion Stil eine sehr typische Form des Körperschmucks. Vor allem aufgemalte Gesichts„tätowierungen“ oder (ebenso aufgemalte) Tätowierungen auf Händen, Füßen, Bauch und Rücken sind beliebte Mittel, individuelle Symbole oder Stammessymbole als authentisch wirkenden Körperschmuck zu zeigen. Typische ATS-„Tätowierungen“ sind in einfachen Mustern gehaltene Gesichtszeichnungen, die angelehnt sind an die Tätowierungen der Frauen im Maghreb. Die Gesichts„tätowierungen“ der meisten Tribaltänzerinnen sind nicht-dauerhafte Bemalungen mit Kajalstiften oder wasserfesten Eyelinern. Diese Tattoos werden zur Unterstützung eines dramatischen Effekts, Verstärkung des rituellen Charakters des Tanzes oder aus rein ästhetischen Gründen benutzt. Dabei sollte immer die ursprüngliche Bedeutung und der kulturelle Bezug des verwendeten Musters und Zeichnung beachtet und gewahrt werden. Viele Tänzerinnen verwenden als Haupt„tattoo“ ihr Stammessymbol, welches zum Teil reine Eigenkreationen sind und die Zugehörigkeit zu ihrer (Tanz-)Familie, ihrem Stamm (Tribe) zeigt.
Viele ATS und Tribal Fusion-Tänzerinnen, vor allem in den USA, tragen echte Tätowierungen am Körper sowie Piercings oder Brandings. Die Praxis des permanenten Körperschmucks hat keinen Ursprung im ATS, gehört auch nicht zwingend zum Tanz und wird von Tänzerin zu Tänzerin individuell entschieden. In einem Sonderbeitrag des Skin & Ink Magazine berichtet Carolena Nericcio über die Tätowierungen der Tänzerinnen von FatChanceBellyDance folgendermaßen:
| People think I'm this tyrant who forces my members into the tatoo chair. That is complete nonsense. The women spontaneously decide to get tattooed. It just happens because they see how beautiful the combination is, not because of pressure from me. | Die Leute glauben, ich sei ein Tyrann, der seine Mitglieder in den Tätowiererstuhl zwingt. Das ist kompletter Blödsinn. Die Frauen entscheiden sich spontan für ein Tattoo. Es passiert einfach, weil sie selbst sehen, wie schön es ist, nicht weil ich sie zwinge.(sinngemäße Übersetzung) |

In der Tat ist es so, dass die meisten Tänzerinnen von FCBD bereits tätowiert waren, bevor sie mit dem Tanz begannen.
| Als sich die Gründungsmitglieder von FCBD das erste Mal trafen, waren sie verblüfft, als sie entdeckten, dass die meisten von ihnen von derselben Künstlerin tätowiert waren. Es war, als ob die Tattoos diese starke Bindung gegeben haben, die uns zusammengebracht hat. |

Trotzdem spricht die Autorin der Tribal Bible davon, dass sie vermute, dass die Mehrheit der Tänzerinnen, die sich für Körperschmuck begeistern, genauso von ATS angezogen werden, da dies eine neue Form des Tanzausdrucks ist, den sie „return to the tribal“ feeling nennt und als alternativen Look versteht. Die Tribal-Tätowierungen der Tribal Style Dance-Tänzerinnen werden auch als Signal verstanden, dass die Frau ihren Körper akzeptiert und mit dem Tragen des Körperschmucks diesen feiert. Ebenso soll es das Selbstverständnis einer außerhalb der normalen und mondänen Gesellschaft stehenden und hochgradig individuellen Persönlichkeit nach außen tragen.

## Musik
Je nach der Ausrichtung des Tribes kann jede Musik zum Tanz verwendet werden, die das Stammesgefühl am besten ausdrückt. Meist ist die verwendete Musik eher folkloristisch mit durchgehenden Rhythmen. Europäische Gruppen verwenden inzwischen gerne mittelalterliche Musik, aber auch Heavy-Metal- oder Meditationsmusik kann verwendet werden. Im Tribal Style Dance ist fast alles erlaubt.